# Селиште (Бањица)
Селиште  је археолошки локалитет који се налази у месту Бањица, на потесу Селиште — Ћериминићи, општина Вучитрн. Налазиште се према покретном материјалу датује у 3. односно 4. век.
Материјал чине остаци керамике и камена оруђа. Случајне налазе, откривене приликом пољопривредних радова, чини десет камених секира.